# Economia Republicii Panama
Economia Republicii Panama este o economie bazată pe piața liberă complet dollarizată avînd istoric o inflație scăzută. Aceasta se bazează în principal pe industria serviciilor, puternic ponderată față de sectorul bancar, comerț și turism. Datorită canalului și a instalațiilor militare ale Statelor Unite au apărut noi proiecte de construcție.
Economia Panama se bazează în primul rând pe un sector de servicii care reprezintă aproape 80% din PIB-ul său. Serviciile din Panama includ sectorul bancar, zona de liber schimb Colón, porturile de asigurare, porturile containerizate și registrul emblematic, medicina și sănătatea, precum și alte activități. Industria țării include fabricarea de piese de schimb pentru aeronave, cimenturi, băuturi, adezivi și textile. De asemenea unele exporturi pentru Panama sunt banane, creveți, zahăr, cafea și îmbrăcăminte.

## Statistici
| Anul | PIB (curent US $) | Creștere |
| ---- | ----------------- | -------- |
| 2007 | 20.958            | 11.9%    |
| 2008 | 24.522            | 8.6%     |
| 2009 | 26.593            | 1.6%     |
| 2010 | 28.917            | 5.7%     |
| 2011 | 34.374            | 11.8%    |
| 2012 | 39.955            | 9.2%     |
| 2013 | 44.856            | 6.6%     |
| 2014 | 49.166            | 6.1%     |

PIB-ul nominal pe cap de locuitor în Panama a fost 11.691 în 2002, 13.099 în 2004, 14.004 în 2005, 15.141,9 în 2006, raportat de Biroul de Statistică și Recensământ, 9] Creșterea din 2002 până în 2006 a fost deosebit de puternică în sectorul transporturilor și al comunicațiilor, care a devenit cea mai mare componentă a PIB, deși multe sectoare au înregistrat o creștere puternică. PIB-ul real a crescut cu 7,5% (03-04), 6,9% (04-05), 8,1% (05-06).
Creșterea PIB în 2008 a fost de 9,2%, reflectând o încetinire a creșterii robuste de 11,5% înregistrată în 2007. Deși în prima jumătate a anului 2009 creșterea economică a încetinit până la 2,4%, datorită încetinirii creșterii economice globale, se așteaptă o îmbunătățire în 2010 și este încă una dintre cele mai pozitive rate de creștere din regiune. Creșterea a fost alimentată de sectorul construcțiilor de transport, de port și de Canalul Panama, precum și de turism. Ca rezultat al acestei creșteri, deficitul public ca procent din PIB a scăzut la 43% în 2009, iar datoria de stat a atins gradul de investiție în februarie 2010. Un raport recent al Națiunilor Unite a subliniat progresele înregistrate în reducerea sărăciei în perioada 2001-2007 - sărăcia generală a scăzut de la 37% la 29%, iar sărăcia extremă a scăzut de la 19% la 12%. Cu toate acestea, Panama are încă cea de-a doua distribuție inegală a veniturilor în America Latină .

## Istoria economică
De la începutul secolului al XVI-lea, locația geografică a Panamei a dat țării un avantaj comparativ. Imediat după venirea spaniolului, conchistadorii ar fi transportat aurul și argintul din Peru în Spania prin izmutul Panama. Porturile de pe fiecare coastă și un traseu între ele au manipulat o mare parte din comerțul colonial al Spaniei, din care au prosperat locuitorii orașelor portuare. Țara a fost întotdeauna dependentă de comerțul mondial pentru prosperitatea și importurile sale. Agricultura a primit puțină atenție până în secolul al XX-lea, iar până în anii 1980, pentru majoritatea populației, sa dezvoltat abia dincolo de tehnicile indiene indigene. Industria sa dezvoltat încet, deoarece fluxul de mărfuri din Europa și mai târziu din America de Nord a creat un factor de descurajare pentru producția locală.
Panama a fost afectată de natura ciclică a comerțului internațional. Economia a stagnat în secolul al XVIII-lea, pe măsură ce schimbul de colonii prin izmut a scăzut. La mijlocul secolului al XIX-lea, economia din Panama sa dezvoltat ca urmare a creșterii încărcăturii și a pasagerilor asociate cu graba de aur din California. O cale ferată peste izmir, finalizată în 1855, o creștere economică prelungită timp de cincisprezece ani până la finalizarea primei căi ferate transcontinentale din Statele Unite a condus la o scădere a traficului trans-isthmian. Eforturile Franței de a construi un canal de-a lungul izmumei în anii 1880 și eforturile Statelor Unite la începutul secolului al XX-lea au stimulat economia panamezilor. În 1903, Panama sa separat de Columbia și Statele Unite au preluat controlul asupra Canalului Panama; în curând o hotărâre constituțională a adoptat dolarul american ca mijloc legal de plată pentru țara respectivă.
Statele Unite au finalizat canalul în 1914, iar traficul de canale sa extins cu o medie de 15% pe an între 1915 și 1930. Stimularea a fost puternic resimțită în Panama City și Colón, orașele terminale ale canalului. Cu toate acestea depresiunea mondială a anilor 1930 a redus traficul internațional și traficul de canale, generând o șomaj extins în orașele terminale și generând un flux de lucrători către agricultura de subzistență. În timpul celui de-al doilea război mondial traficul de canale nu a crescut, dar economia a explodat ca sistemul de convoi și prezența forțelor Statelor Unite trimise pentru apărarea canalului, creșterea cheltuielilor externe în orașele canalului. Sfârșitul războiului a fost urmat de o depresiune economică și de o altă mișcare a șomerilor în agricultură. Guvernul a inițiat un program modest de lucrări publice, a instituit suporturi de preț pentru culturile majore și o protecție sporită pentru anumite produse agricole și industriale.
Depresiunea postbelică a dat calea unei expansiuni economice rapide între anii 1950 și 1970, când PIB-ul a crescut cu 6,4% pe an, una dintre cele mai ridicate rate de creștere susținute din lume. Toate sectoarele au contribuit la creșterea economică. Producția agricolă a crescut stimulată de activitățile de pescuit mai mari (în special de creveți), de dezvoltarea producției de fructe și legume de valoare înaltă și de creșterea rapidă a exporturilor de banane după ce au fost plantate copaci rezistenți la boli. Comerțul a evoluat într-un sistem de comerț cu ridicata și cu amănuntul relativ sofisticat. Turismul și exportul de servicii către zona Canal a crescut rapid. Cel mai important, o creștere a comerțului mondial a oferit un stimulent major pentru utilizarea canalului și a economiei.
În anii '70 și '80, creșterea Panamei a fluctuat cu vagabonzi economiei mondiale. După 1973, expansiunea economică a încetinit considerabil ca rezultat al unui număr de factori internaționali și interni. Creșterea PIB real a avut o medie de 3,5% pe an între 1973 și 1979. La începutul anilor 1980, economia a revenit cu rate de creștere a PIB-ului de 15,4% în 1980, 4,2% în 1981 și 5,6% în 1982. Recesiunea acută în America Latină după 1982 totuși a lovit economia Panamiei. Creșterea PIB în 1983 a fost de doar 0,4%; în 1984 a fost -0,4%.
Această perioadă a coincis cu ridicarea la putere a generalului Manuel Noriega, în timpul căruia Panama a devenit din ce în ce mai îndatorată până în 1986, datorită numai 288% din cota lor. Aceasta a condus la impunerea de către FMI a unui program de ajustare susținut de un acord stand-by al FMI în perioada 1985-1987 , în timp ce economia s-a redresat într-o oarecare măsură. În 1985, Panama a înregistrat o redresare economică cu o creștere a PIB-ului de 4,1%. Cifra corespunzătoare pentru 1986 a fost estimată la 2,8%.
Statele Unite au început să-l urmărească pe Noriega pentru promovarea unui narco-stat în Panama, culminând cu sancțiuni care au înghețat activele Panamei în Statele Unite; din moment ce Panama a folosit dolarul american a fost forțată să nu plătească datoriile FMI la 28 decembrie 1987. Turbulențele economice din țară au inclus o grevă generală și închiderea sistemului bancar timp de două luni. Panama a efectuat o plată simbolică cu o zi înainte de reuniunea FMI din noiembrie 1988, dar situația nu sa rezolvat până în 1989. Alegerile prezidențiale din mai 1989 au fost condamnate de către comunitatea internațională drept frauduloase, iar FMI a început să devină nerăbdător cu arieratele crescânde ale Panamei, care au ajuns acum la SDR121m (150 milioane USD).
Statele Unite și Germania au cerut printr-o rezoluție la 30 iunie 1989, declarând Panama neeligibilă pentru sprijinul suplimentar acordat de FMI. Situația a fost rezolvată în cele din urmă de invazia SUA din Panama în decembrie 1989, care a forțat predarea lui Noriega. În aprilie 1990, datoria FMI a fost de (181,5 milioane USD); țara a recâștigat accesul la fondurile FMI la 2 mai 1992.
După preluarea mandatului în 1994, președintele Ernesto Perez Balladares a stabilit un program de liberalizare economică menit să liberalizeze regimul comercial, să atragă investiții străine, să privatizeze întreprinderile de stat, să instituie disciplină fiscală și să privatizeze cele două porturi în 1997 și aprobă vânzarea căii ferate activele precoce. Panama s-a alăturat Organizației Mondiale a Comerțului (OMC), iar legea reformei bancare a fost aprobată de legislativ la începutul anului 1998 și a desființat banca centrală. PIB-ul a crescut cu 3,6% în 1997 și a crescut cu mai mult de 6% în 1998. Cele mai importante sectoare care au condus la creștere au fost Canalul Panama și activitățile maritime și portuare ale zonei de liber schimb din Colón, care de asemenea au revenit de la un an lent în 1996.
La 1 septembrie 1999, Mireya Moscoso, văduva fostului președinte Arnulfo Arias Madrid a preluat mandatul. În timpul administrației sale Moscoso a încercat să consolideze programele sociale, în special în ceea ce privește dezvoltarea, protecția și bunăstarea generală a copiilor și tinerilor. Administrația Moscoso a preluat cu succes transferul Canalului Panama și a fost eficient în administrarea Canalului.
Martin Torrijos din PRD a câștigat președinția și majoritatea legislativă în Adunarea Națională în 2004. În cadrul Torrijos, Panama a continuat creșterea economică puternică și a inițiat proiectul de extindere a canalului Panama, care a început în 2007 și a fost deschis traficului comercial la 26 iunie 2016 costul de 5,25 miliarde de dolari - aproximativ 25% din PIB-ul actual. Extinderea canalului a dublat capacitatea căii navigabile, permițându-i să găzduiască nave Post-Panamax care erau prea mari pentru a traversa zona transoceanică și se aștepta să contribuie la reducerea ratei ridicate a șomajului. Performanțele economice puternice au redus nivelul sărăciei naționale la 29% în 2008.
În 2008, Panama a avut cea de-a doua distribuție inegală a veniturilor în America Latină. Guvernul Torrijos a implementat reforme fiscale, precum și reforme în materie de securitate socială și a susținut acorduri comerciale regionale și dezvoltarea turismului. Nici un semnatar al CAFTA. Panama în decembrie 2006, nu a negociat în mod independent un acord de liber schimb cu SUA care atunci când va fi pus în aplicare ar trebui să contribuie la promovarea creșterii economice a țării.
În mai 2009, Ricardo Martinelli a fost ales președinte, iar la 1 iulie a promis să promoveze comerțul liber, să stabilească un sistem de metrou din Panama City la un cost aproximativ de 1,0 miliarde de dolari, să reformeze sistemul de sănătate și să finalizeze planul de expansiune pentru Canalul Panama. Martinelli a subliniat de asemenea importanța transformării Panamei într-o națiune "mai sigură, mai modernă și mai susținută" dedicată îmbunătățirii condițiilor de viață ale populației sale printr-o guvernare eficientă și responsabilă.

## Sectoare economice

### Servicii financiare
Panama are un sector important de servicii financiare și nici o bancă centrală care să acționeze în calitate de creditor de ultimă instanță pentru a salva băncile care se confruntă cu probleme. Ca urmare, băncile din Panama sunt foarte conservatoare cu o rată medie de adecvare a capitalului de 15,6% în 2012, aproape dublă față de minimul legal. Sectorul a crescut oferind finanțare comercială pentru comerțul care trece prin Canal, iar ulterior a evoluat în spălarea banilor pentru comerțul cu droguri în cadrul Noriega. Începând cu criza financiară globală din 2007-08, țara a încercat să renunțe la reputația sa de paradis fiscal, semnând tratate de dublă impunere cu multe țări (mai ales OCDE), iar în aprilie 2011 un tratat privind schimbul de informații financiare cu Statele Unite statele. 

### Agricultură

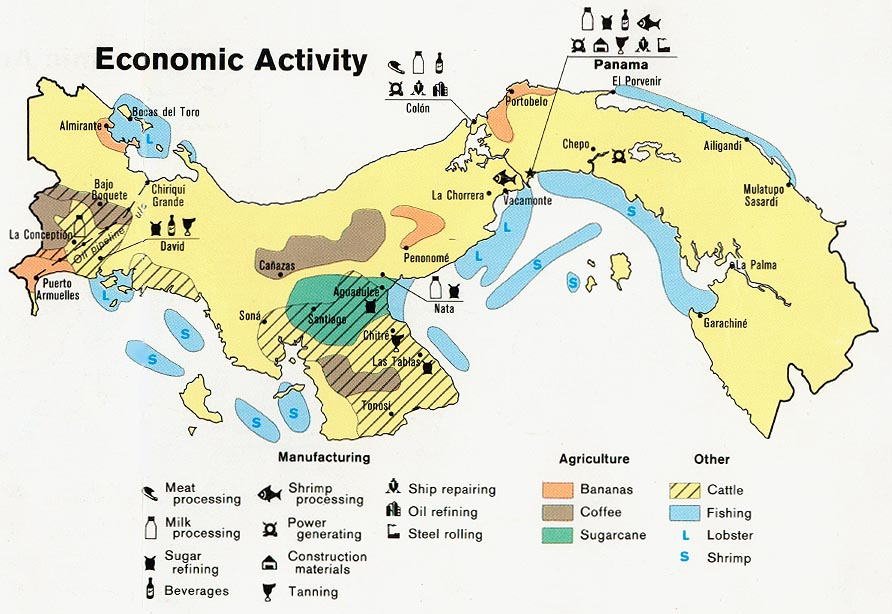
O hartă a activității economice a Panama, 1981.

Produsele agricole majore includ bananele, boabele de cacao, cafeaua, nuca de cocos, cherestea, carnea de vită, găinile, creveții, porumbul, cartofii, orezul, soia și trestia de zahăr. În 2009, agricultura și pescuitul au reprezentat 7,4% din PIB-ul Panama.
Panama este un importator net de produse alimentare, iar Statele Unite sunt principalii săi furnizori.  Agricultura utilizează un număr mare de panamezi (în raport cu procentul agricol din PIB-ul panamian), mulți agricultori fiind implicați în agricultura de subzistență.

## Impunere
Impozitarea în Panama, care este reglementată de Codul fiscal are un caracter teritorial; acest lucru înseamnă că impozitele se aplică numai veniturilor sau câștigurilor obținute prin intermediul activităților desfășurate în Panama în sine. Existența unui birou de vânzări sau de administrare în Panama sau re-facturarea tranzacțiilor externe cu un profit nu generează în sine impozitare dacă tranzacțiile subiacente au loc în afara Panama. Dividendele plătite din aceste câștiguri sunt scutite de impozitare.
În februarie 2005, legislația unicameral din Panama a aprobat un pachet major de reforme fiscale pentru a obține venituri din noile impozite pe business și crește nivelul datoriei din țară. Legislativul a votat 46-28 în favoarea măsurilor, care includ o nouă taxă de 1,4% asupra veniturilor brute ale companiilor și o taxă de 1% pentru firmele care operează în zona de comerț liber a colonului - cel mai mare port liber din cele două Americi.

### Reforme ulterioare
Președintele Ricardo Martinelli a promis să pună în aplicare un sistem de impozitare unică cu un impozit unic de 10% și care a promis că va crește veniturile, va pune inflația sub control și va permite câștiguri salariale reale enorme. În schimb, guvernul Martinelli a majorat impozitul pe vânzări la 7% de la 5%, precum și creșterea altor taxe, pentru a finanța multe proiecte de infrastructură din întreaga țară.

## Transport

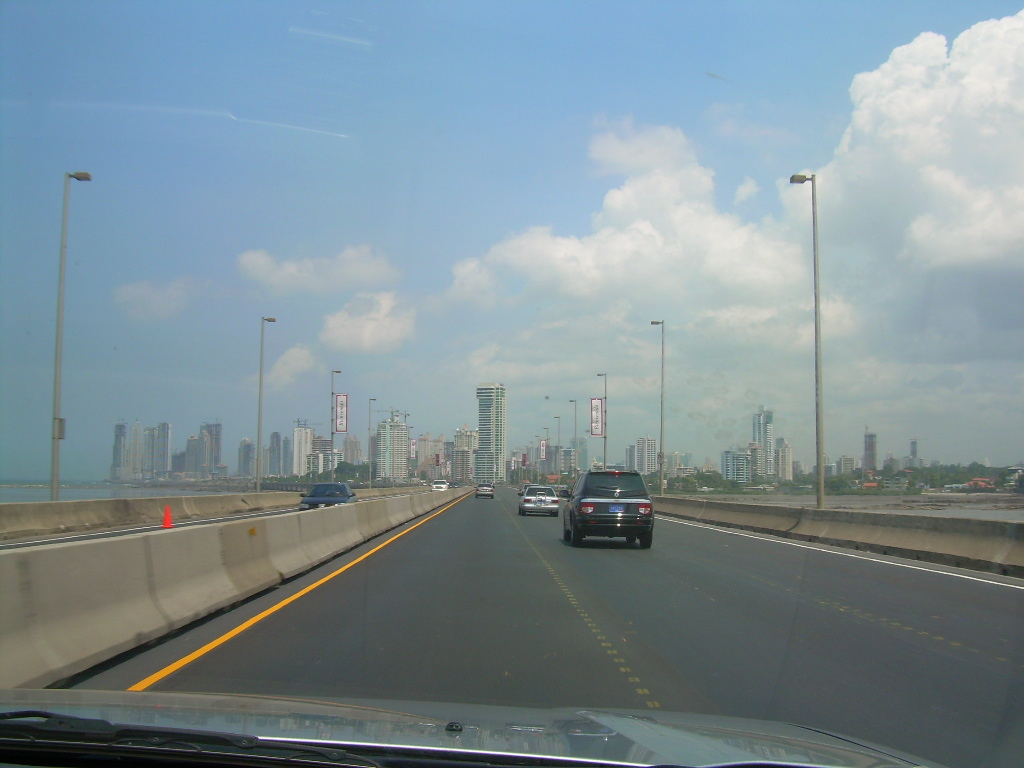
Panama City, așa cum este văzut de pe autostrada Corredor Sur.

În orașul Panama există șase autostrăzi: Podul Panama-Arraijan din America, Podul centenarului Panama-Arraijan, Arraijan-Chorrera, Corredor Norte, Corredor Sur și Autopista Alberto Motta.
Drumurile din Panama, sistemele de trafic și de transport sunt în general sigure cu lumini de circulație mai vechi care au fost supuse unei revizii recente iar cele mai multe au fost înlocuite de semafoare care pot fi controlate și modificate de la distanță chiar și la intersecții ocupate acolo unde nu sunt necesare. Conducerea în timpul zilei de prânz este de obicei lentă și solicitantă datorită traficului dens a blocajelor frecvente de trafic și a programelor de renovare stradală. Pe drumurile în care prevalează condiții slabe de iluminare și de conducere pe timp de noapte este dificilă și în multe cazuri limitată de autoritățile locale, acest lucru se întâmplă de obicei în localitățile informale. Conducerea pe timp de noapte este deosebit de periculoasă în aceste zone. Traficul din Panama se mișcă în dreapta iar legea din Panama impune șoferilor și pasagerilor să poarte centuri de siguranță. 
"Diablos Rojos" nu mai există în transportul din Panama încă din 2010. Metrobus și Metroul reprezintă transportul actual.